# Ectrosia schultzii
Ectrosia schultzii är en gräsart som beskrevs av George Bentham. Ectrosia schultzii ingår i släktet Ectrosia och familjen gräs. Utöver nominatformen finns också underarten E. s. annua.